# Fédération Internationale de Gymnastique
De Fédération Internationale de Gymnastique (FIG) is het overkoepelende orgaan binnen de gymnastieksport. De organisatie werd opgericht op 23 juli 1881 in Luik door Nicolaas-Jan Cupérus. Dat maakt het de oudste internationale sportorganisatie. Tot 1921 was de naam van de organisatie European Federation of Gymnastics, de leden waren toen Nederland, België en Frankrijk. Sinds dat jaar werden ook niet-Europese landen toegelaten en werd de naam herzien tot de huidige.
De organisatie bepaalt de regels en organiseert de toernooien binnen de gymnastiekwereld. Zes disciplines staan onder leiding van de FIG: artistieke gymnastiek, ritmische gymnastiek, aerobics, acrobatiek, trampolinespringen en algemene gymnastiek.

## Organisatie
Het hoofd van de organisatie bestaat uit de president en de vicepresident, het congres, de uitvoerende gremium, de raad en zeven technische geria, een voor iedere discipline (de Artistieke Gym heeft voor zowel mannen als vrouwen één gremium). De Japanner Morinari Watanabe is de huidige president van de FIG.
De Nederlandse KNGU en de Vlaamse GymFed zijn beiden lid van de FIG.

## Voorzitters

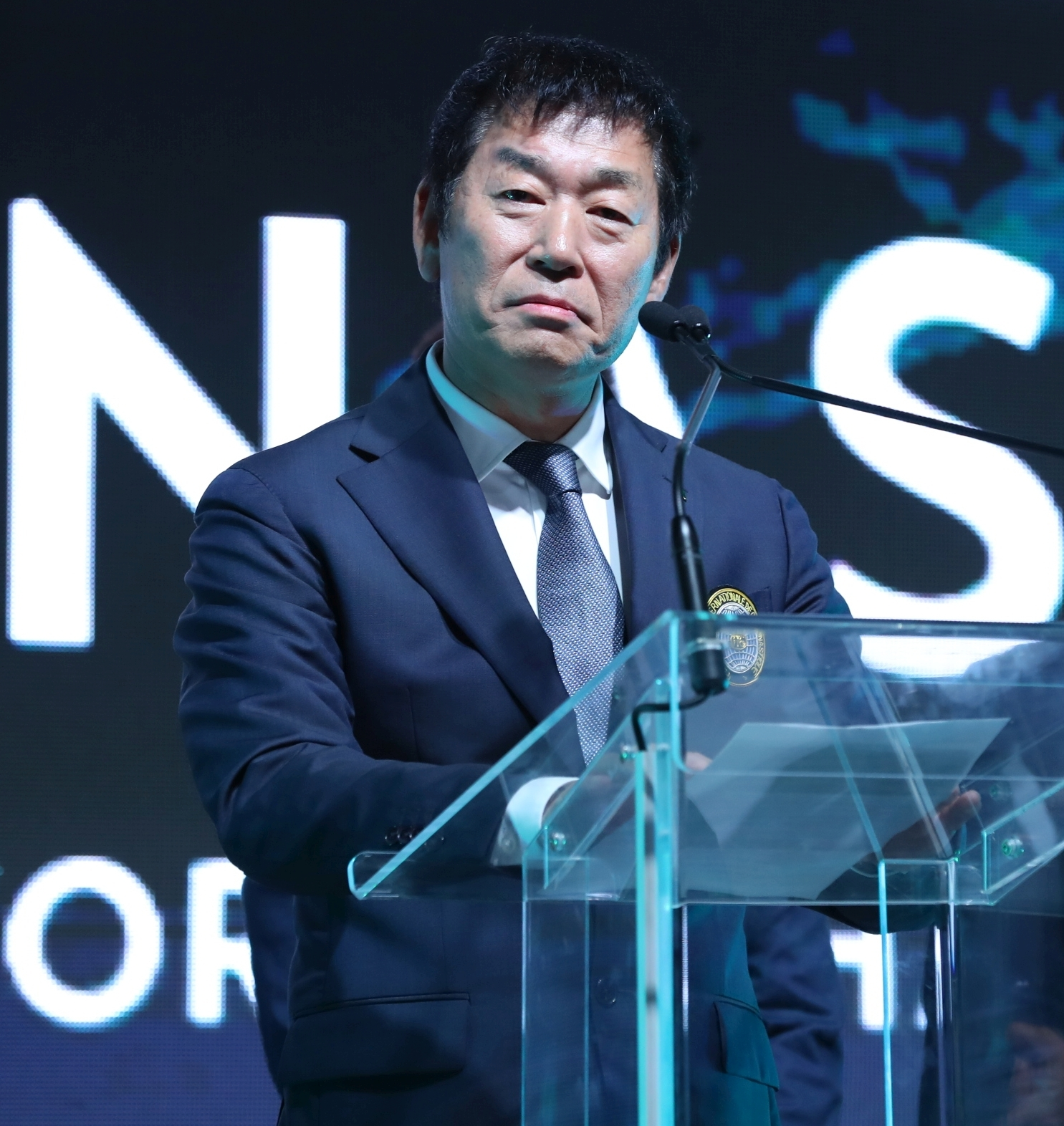
Morinari Watanabe, 2019

- 1881–1924  Nicolaas Cupérus
- 1924–1933  Charles Cazalet
- 1933–1946  Adam Zamoyski
- 1946–1956  Félix Goblet d’Alviella
- 1956–1966  Charles Thoeni
- 1966–1976  Arthur Gander
- 1976–1996 / Joeri Titov
- 1996–2016  Bruno Grandi
- 2016-heden  Morinari Watanabe

## Hoofdcompetities
- Olympische Zomerspelen
- Wereldkampioenschappen ritmische gymnastiek
- Wereldkampioenschappen trampolinespringen
- Wereldkampioenschappen turnen
- Wereldbeker